# ابتهاج (اسم)
ابْتِهَاج هو اسم علم مؤنث من أصل عربي، ومعناه هو الفرح والسرور.